# Apatochernes nestoris
Espèce
Apatochernes nestoris est une espèce de pseudoscorpions de la famille des Chernetidae.

## Distribution
Cette espèce est endémique de Nouvelle-Zélande.

## Description
Les mâles mesurent de 1,5 à 2,0 mm et les femelles de 2,0 à 2,3 mm.

## Publication originale
- Beier, 1962 : On some Pseudoscorpionidea from New Zealand. Records of the Canterbury Museum, vol. 7, p. 399-402.